# Zygmunt Tomala
Zygmunt Tomala, pseud. Zigi (ur. 5 marca 1976, zm. 25 czerwca 2021) – polski wokalista i artysta plastyk, członek zespołu Druga Strona Lustra.

## Życiorys
Zawodowo zajmował się sztuką plastyczną. W latach 90.XX wieku zaprojektował między innymi okładki albumów dla tak uznanych zespołów jak Acid Drinkers czy Flapjack. Był również twórcą projektów graficznych dla innych zespołów i muzyków w tym logotypów na koszulki i strony internetowe. Zajmował się także ceramiką artystyczną, malował obrazy oraz tworzył rysunki i grafikę komputerową. Był również autorem loga lokalnego portalu DK52info.
Był członkiem zespołu hip-hopowego Persona, z którym w 2001 wydał album pt. „Strefa Cienia”. Następnie był współzałożycielem i wokalistą zespołu reggae  Druga Strona Lustra powstałego w 2002. Wraz z zespołem wydał dwa albumy pt. „Język Żywiołów” z 2005 oraz „Maxim Jammin” z 2008, a także dał szereg koncertów, także na największych krajowych festiwalach muzyki reggae.
Zmarł 25 czerwca 2021 po ciężkiej chorobie w wieku 45 lat. Został pochowany na cmentarzu w rodzinnym Andrychowie.